# Jaume Bonet Serrano
Jaume Bonet Serrano (Valls, Alt Camp, 24 de maig de 1957) és un entrenador de futbol català. Des de l'any 2009 entrena al Club de Futbol Gavà.

## Biografia
Vinculat al Gimnàstic de Tarragona, on durant molts anys ha exercit d'informador, segon entrenador, i, fins i tot, primer entrenador el novembre del 2001, quan després d'un mal començament de temporada del Nàstic, que tot just acabava d'ascendir a la Segona divisió espanyola de futbol, Josep Maria Nogués va ser destituït i Bonet va ocupar el seu lloc de forma interina. La idea era que exercís de tècnic pont, però el seu estil valent, la bona imatge oferta i la insistència de la plantilla, van fer que la directiva desistís en la seva intenció de cercar un recanvi.
A punt va estar d'eliminar el Reial Madrid en una memorable eliminatòria de la Copa del Rei. El Nàstic es va imposar 1-0 en l'anada amb el gol de David Karanka a pròpia porta, però va caure per 4-2 al Bernabéu tot i que es va avançar per 1-2. Finalment, la directiva del Nàstic va decidir rellevar-li del seu lloc, ja que l'equip no acabava d'enlairar-se, però el seu substitut, Carlos Diarte, no es va revelar com la solució pretesa i el Nàstic va acabar baixant a 2a B.
Farmacèutic de professió, no tindria més experiències com a entrenador fins a la temporada 2005-06, quan un altre cop arriba a un equip en dificultats, el CE Sabadell (que aquella temporada ja havia devorat a dos entrenadors). Ho va fer avalat pel director esportiu de l'entitat arlequinada, Albert Tomàs, que havia estat a les seves ordres al Nàstic com a jugador la temporada 2001-02. Però la seva estada a l'entitat vallesana va ser efímera, tot just dos mesos. El seu substitut tampoc va poder evitar el descens a 3a.
Després de la seva estada a Sabadell, a Jaume Bonet únicament se'l coneix pel seu treball a l'Escola de Futbol Valls. La temporada 2009-2010 fitxa pel Club de Futbol Gavà.

## Equips
- 2001-2002: Club Gimnàstic de Tarragona
- 2005-2006: Centre d'Esports Sabadell Futbol Club
- 2007-2008: Escola de Futbol Valls
- 2009-: Club de Futbol Gavà